# Anarmodia inflexalis
Anarmodia inflexalis is een vlinder uit de familie van de grasmotten (Crambidae), uit de onderfamilie van de Spilomelinae. De wetenschappelijke naam van deze soort is voor het eerst voorgesteld als Atheropoda inflexalis door Pieter Snellen in een publicatie uit 1892.
De soort komt voor in Mexico, Guatemala, Costa Rica, Panama, Brazilië en Ecuador.